# Сетрак (пианист)
Сетрак (фр. Setrak, настоящее имя Сетрак Явруян, с 1967 г. изменено на Ив Пети, фр. Yves Petit; 17 марта 1930, Стамбул — 21 октября 2006, Сюрен) — французский пианист армянского происхождения.

## Биография
Получил начальное музыкальное образование в Стамбуле, в 1948 г. переехал в Париж, где учился в Нормальной школе музыки у Альфреда Корто и в Парижской консерватории у Маргерит Лонг и Ивонны Лефебюр. Окончив консерваторию в 1953 году как пианист, Сетрак в дальнейшем закончил ещё и дирижёрский класс Эжена Биго. В 1967 г. он получил французское гражданство и изменил паспортное имя, оставив своё первоначальное имя, без фамилии, в качестве артистического псевдонима.
Сетрак специализировался, прежде всего, на произведениях Фридерика Шопена и его учеников и продолжателей (Карла Таузига, Карла Микули, Жоржа Матиа и др.). Интерес к польской музыке распространялся у Сетрака и на более поздние эпохи: в частности, в 1987 г. он осуществил премьерную запись фортепианного концерта Юзефа Венявского с Симфоническим оркестром Балтийской филармонии под управлением Войцеха Райского. Среди других записей Сетрака выделяется, прежде всего, двойной альбом со всеми фортепианными сочинениям Жоржа Бизе — первая запись такого рода, вызвавшая живой интерес специалистов. Кроме того, Сетрак записал «Картинки с выставки» Мусоргского, фантазию «Исламей» Балакирева, все Венгерские рапсодии Листа и др. Вместе с актрисой и певицей Анной Беранже принял участие в постановке монооперы Франсиса Пуленка «Человеческий голос», осуществлённой Антуаном Витезом (1982).